# Ђурђе Теодоровић
Ђурђе Теодоровић  (Обровац, 18. децембар 1907 – Београд, 6. јул 1986) био је српски и југословенски академски сликар, редовни професор Факултета ликовних уметности у Београду сценограф, илустратор књига и плаката и карикатуриста.
Са сликарима соцреализма оснива уметничку групу ”Живот”, али се после усавршавања у Паризу враћа као модерниста који се поиграва формом до апстракције. Показао је посебну вештину у композицији, а његове форме су монументалне, достојанствене и разигране.

## Детињство и Младост
Рођен је у породици свештеника, Николе Теодоровића родом из Турије. Од оца и из родитељског дома понео је искрена патриотска и родољубива осећања. Основну школу је похађао у родном месту, нижу средњу у Бачкој Паланци, а V и VI разред гимназије у Београду.
Од 1927. до 1933. студирао је на Уметничкој школи у Београду код професора Бете Вукановић, Љубомира Ивановића и Милана Миловановића.

## Каријера
Први пут је излагао 1932. у Београду. Био је један од оснивача и припадника левичарске, социјално оријентисане уметничке групе „Живот“ (1934-1941), која се залагала за ангажовану реалистичку уметност, заједно са Ђорђем Андрејевићем Куном, Мошом Пијаде, Пивом Караматијевићем, Бором Барухом и Мирком Кујачићем. Године 1936. је учествовао на „Бојкоташкој изложби“.
Био је један од оснивача „НИН“-а где је радио као карикатуриста (1936−1937); сарађивао је у „Правди“ и објављивао политичке карикатуре у „Ошишаном јежу“ (1938−1941), а бавио се и илустрацијом, претежно дечјих књига. Године 1938. радио је као сценограф у Српском народном позоришту. За време окупације живео је у Земуну, а 1944. био је на фронту при штабу Армије, радећи на пропаганди.
Почетком 1945. године пребачен је у Нови Сад где је за Српско народно позориште израдио сценографију за представу "Мати" К.Чапека (премијера 1. II 1945); као цртач, илустратор и карикатуриста ради у Слободној Војводини (данашњи Дневник) до 1946. године. Те године је постављен за професора Више педагошке школе, а од 1948. до пензионисања 1968. године био је професор Академије ликовних уметности у Београду.
Одлази на двогодишње школовање у Париз (1945-1949) где поред конвенционалног и формалног ликовног образовања, и краће романтичарске фазе под утицајем Делакроа, подлеже и савременим сликарским токовима авангарде са Монмартра прихвативши ликовни правац „модерне“, постепено се ослобађа нарације, геометријски стилизује и ствара фигуралну симболику.
Модерну је донео 1950. године у Београд и био њен снажни промотер у београдским уметничким круговима. По повратку из Париза, проширује своје сликарске видике, што се примећује у тематском и композиционом приступу слици, враћа се акту, портрету и пејзажу. То се најбоље огледа у  слици „Три скице“ урађеној у комбинованој техници. Иако је Ђурђе био припадник соцреализма, овом сликом показао је и друге специфичности свог сликарства. Композиција овог дела, која је реалистичка по поетици, по сензибилитету је и интимистичка. Модерној припада и његов смисао апстраховања небитних детаља форме, на поменутој слици, и њено свођење на асоцијалне и симболичке садржаје.
На колективној изложби „Сликарство и вајарство народа Југославије XIX и XX века“, излагао је у Београду, Љубљани, Загребу, Прагу, Варшави, Лењинграду, Москви и Будимпешти (1947-48). Први пут је самостално излагао 1954. године у галерији Графички колектив, а 1968. године приређује се његова прва велика ретроспективна изложба у Галерији Дома ЈНА.
Поред педагошког рада и сликарства, изражавао се и у другим ликовно-уметничким формама: илустрацији, новинарству (писао је у културним рубрикама на актуелне ликовне теме), карикатури, сценографији, скулптури...
Теодоровић у листу „Дневник“, 14. новембра 1982. године. каже:
| „ | Јесте, расипао сам се и можда је то моја грешка, али другачије нисам могао и вероватно бих поново живео и радио исто тако. Знам да је моја широка друштвена и уметничка ангажованост штетила мом сликарском изразу, али још као веома млад осетио сам предратни напредни омладински покрет као свој и остао веран тим определењима. Такав живот не кондензује сликара, већ га ставља у уске оквире и онемогућава му да рано открије неке уметничке законитости. Имао сам због тога криза, дилема, да ли да све оставим, али сликао сам из исте такве потребе као што сам радио и друго. У сваком случају, нека време донесе оцене о свему. | ” |

Живео је у кући у Његошевој број 3 у Земуну. Умро је у Земуну где је и сахрањен 1968. године.

## Дела
Насликао је монументалне композиције великог формата на тему НОБ-а, обнове земље и историјске садржаје: „Први српски устанак“, „Србија се ослобађа насилника (1803) “, „У свитање“ (две варијанте), „Седми дан“, „Сутјеска“... и многе друге слике. Десни зид скупштинске сале у главном у здању Градске општине Земун красе две фреске ”Врзино коло” из 1959. (324 × 653 cm), и ”Женски акт” (324 × 320 cm) из 1964. године, а кабинету председника општине је композиција из његове ране фазе стваралаштва ”Освајање Земуна 1521” (149 × 176 cm) које је Теодоровић поклонио Земуну. Сва ова дела одишу импресионистичким тенденцијама, јаким колоритом, широким и темпераментним потезом, пуна емотивног набоја и сензибилитета, какав може да изрази сликар патриота и искрени родољуб.

## Награде и признања
Године 1958. добио је прву Савезну награду за сликарство, награду СУБНОР-а Југославије и низ других.